# Участие Украины в военных учениях НАТО (1994—2014)
Участие Украины в военных учениях со странами НАТО представляет собой форму взаимодействия и сотрудничества Украины и военно-политического блока НАТО.

## История
С 8 февраля 1994 года началось сотрудничество Украины и НАТО по программе «Партнёрство ради мира».
21-28 октября 1994 года в рамках программы НАТО «Партнёрство ради мира» на территории Нидерландов прошли учения сухопутных войск Великобритании, Литвы, Польши, Словакии, США, ФРГ, Чехии, Швеции, Украины и Эстонии. Целью учений являлась организация взаимодействия в звене «взвод — рота» в ходе миротворческих операций.
Военные учения подразделений и военнослужащих вооружённых сил Украины с участием военнослужащих и войсковых частей стран НАТО начались в 1995 году и в дальнейшем проходили на территории Украины, в акватории Чёрного моря и на территории других государств.
С 1995 по 2002 год Украина и США ежегодно проводили учения «Щит мира» (в 2003 году они были проведены ещё раз, под наименованием «Щит мира-2003»).
В августе 1995 года Украина направила усиленный взвод (50 военнослужащих) в объединенный центр боевой подготовки для участия в учениях «Cooperative Nugget 95» в штате Луизиана.
С 1996 года началось проведение ежегодных учений «Казацкая степь» и «Казацкий экспресс».
В 1997 году прошли командно-штабные учения «Cooperative Neighbour-1997».
Также, в 1997 году началось проведение ежегодных военно-морских учений Sea Breeze (однако фактически, ежегодными они не являлись — с 1997 до конца 2014 года были проведены 12 учений, дважды их проведение было сорвано)
9 июля 1997 года НАТО и Украина подписали «Хартию об особом партнёрстве».
В 2000 году было подписано «Соглашение о статусе сил».
В 2002 году НАТО и Украина приняли план действий НАТО-Украина. Вслед за этим, в 2002 году на территории Украины были проведены учения «Cooperative Adventure-2002», которые стали самыми масштабными учениями НАТО на территории стран СНГ.
С 2004 года регулярно проводятся совместные канадско-польско-литовско-украинские военные учения «Maple Arch».
После победы «оранжевой революции» в 2004 году и прихода к власти президента Виктора Ющенко сотрудничество с НАТО активизировалось.
С 2005—2006 года Украина ежегодно принимает участие в пяти — шести учениях со странами НАТО.
- при этом, в течение 2007 года Украина принимала участие в 17 многонациональных военных учениях (в том числе, открытых учениях НАТО для стран-партнёров и учениях по программе НАТО «Партнёрство ради мира»)[10].

После избрания президентом В. Ф. Януковича процесс интеграции Украины и НАТО замедлился:
- так, 2 апреля 2010 года В. Ф. Янукович ликвидировал межведомственную комиссию по вопросам подготовки страны к вступлению в НАТО и национальный центр по вопросам евроатлантической интеграции[11].
- в сентябре 2011 года В. Ф. Янукович выступил с заявлением, что Украина останется внеблоковым государством, не будет принимать участия в создании европейской системы противоракетной обороны и не намерена вступать в НАТО[12]
- в 2013 году В. Ф. Янукович подписал закон «Об основах внутренней и внешней политики», который официально закреплял внеблоковый статус Украины и отказ Украины от интеграции в блок НАТО[13]

После захвата Крыма Россией сотрудничество с НАТО вновь активизировалось.
12 марта 2014 украинская военная делегация выехала в штаб-квартиру НАТО в Брюсселе, чтобы обсудить «направления усиления сотрудничества» Украины и НАТО.
1 апреля 2014 Верховная Рада поддержала проект закона об одобрении решения президента Украины о допуске подразделений вооружённых сил других государств на территорию Украины в 2014 году для участия в многонациональных учениях.

## Перечень военных учений Украины со странами НАТО

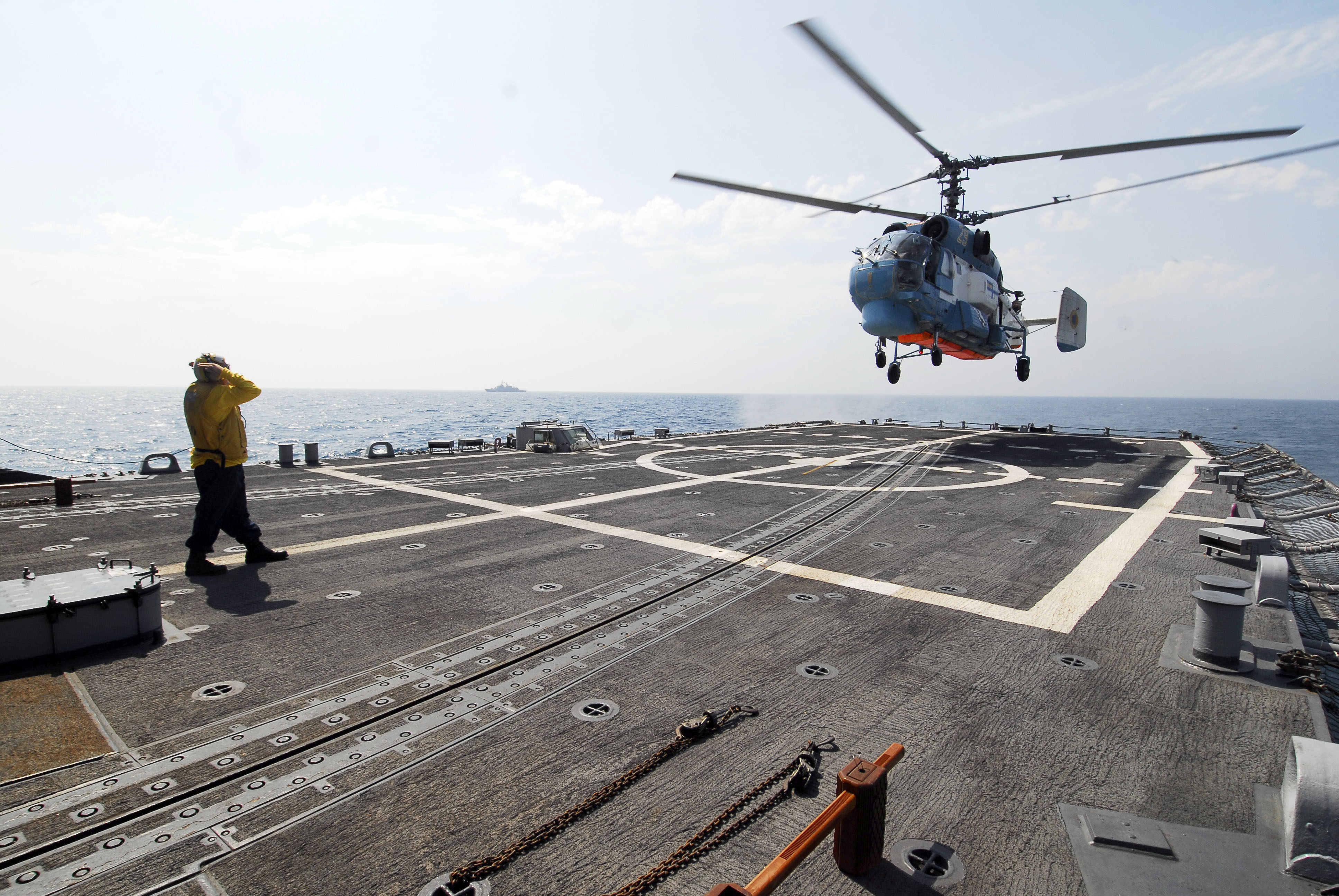
вертолёт Ка-27 ВМС Украины садится на палубу фрегата USS Taylor (FFG 50) ВМС США в ходе учений «Sea Breeze 2010»

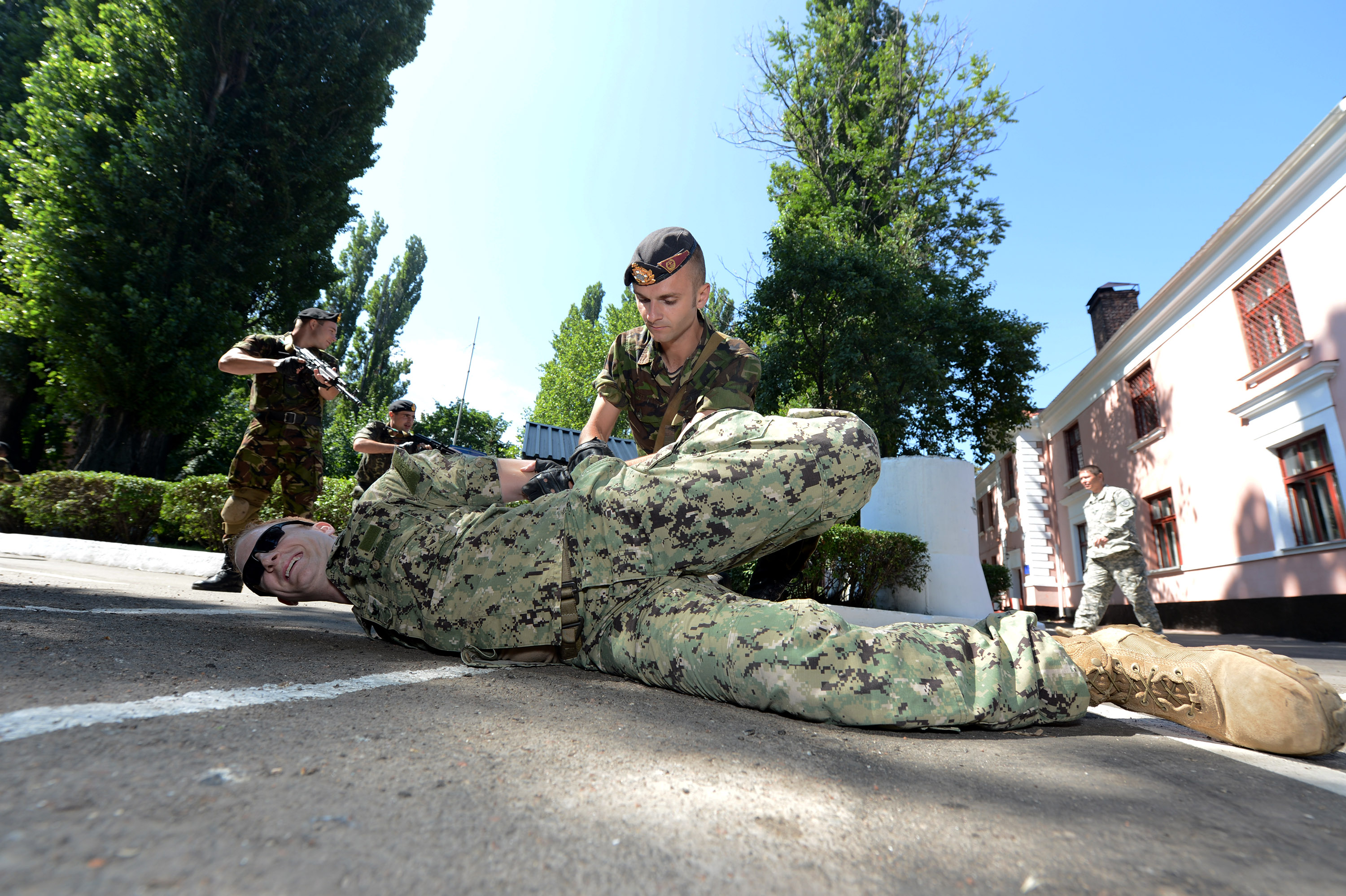
Украинские пехотинцы и матросы ВМФ США на учениях «Sea Breeze 2013»

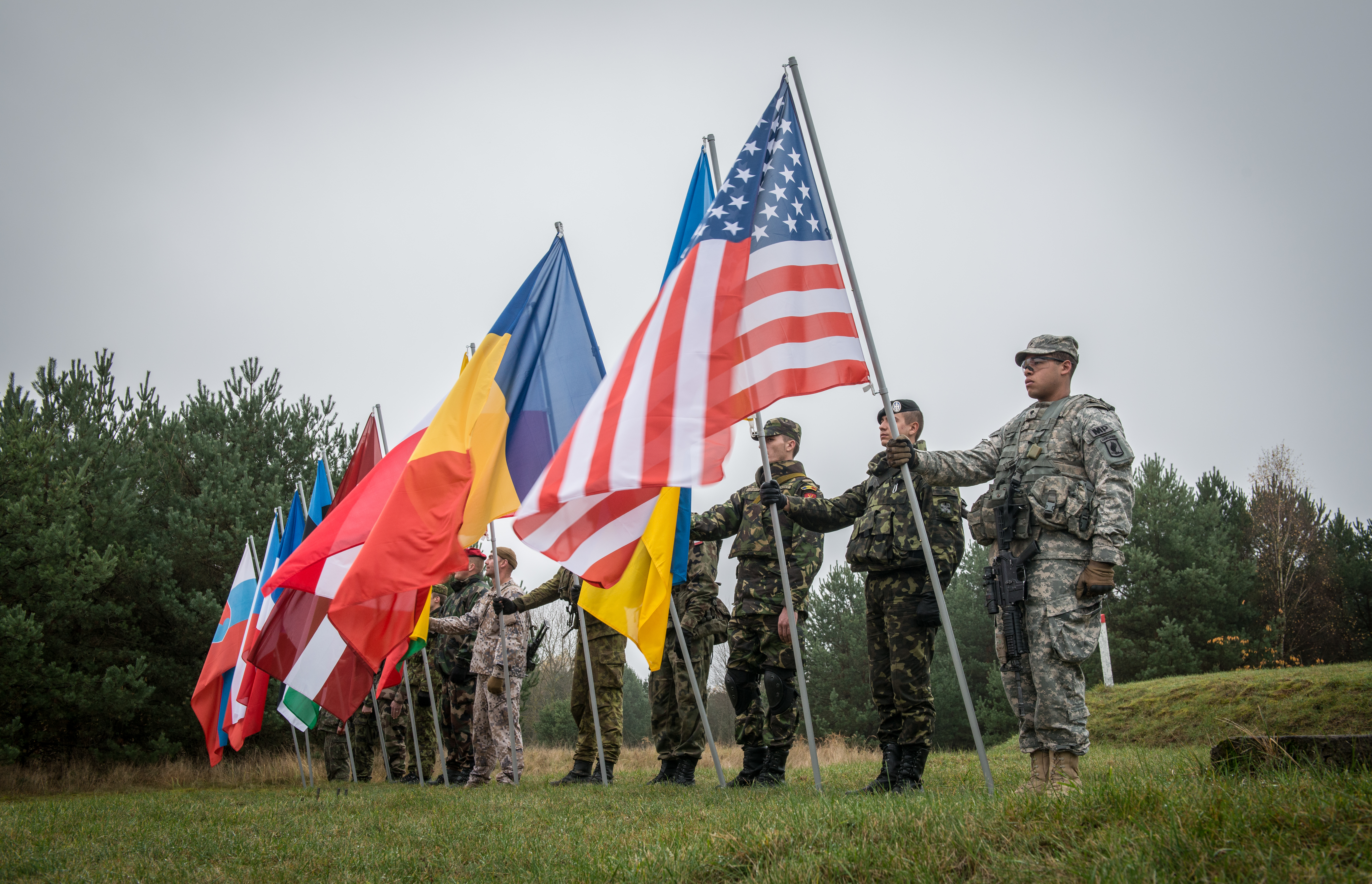
Церемония открытия учений Steadfast Jazz, с флагами стран-участниц, 2013.

военный инженер канадской армии и украинский наблюдатель на учениях «Rapid Trident 2014». Яворовский военный полигон.

- в июле 1997 года в Яворове были проведены командно-штабные учения «Cooperative Neighbour-1997»[1]
- 19 июня — 1 августа 2005 года ВМС Украины приняли участие в поисково-спасательных учениях военно-морских сил стран НАТО «Sorbet Royal-2005» в Средиземном море[16]
- 24 марта — 6 апреля 2006 года ВМС Украины участвовали в учениях сил быстрого реагирования военно-морского компонента стран НАТО «Brilliant Mariner-2006»[17]
- 9-22 июля 2007 года Украина и США провели военно-морские учения «Sea Breeze-2007»[18]
- 14-26 июля 2008 года Украина, Грузия, США и ряд стран НАТО провели военно-морские учения «Sea Breeze-2008»[19]
- 15-31 июля 2008 года 10 военнослужащих Украины участвовали в учениях «Immediate Response 2008»
- 6 августа 2008 года, за день до войны в Грузии, в рамках двухсторонних украино-грузинских соглашений в Грузию была отправлена группа из 19 украинских военных под командованием командира роты отдельного полка спецназначения, капитана Ивана Мамчура — «для обучения навыкам ведения боевых действий в горах в теории и на практике» и «знакомства со стандартами НАТО под руководством опытных инструкторов». После начала войны их вернули обратно. 20 августа 2008 года министерство обороны Украины официально подтвердило эти сведения[20].
- 1-13 сентября 2008 года на территории Львовской области Украина и НАТО провели совместные учения Rapid Trident-2008[21]
- 12-23 июля 2010 года США, Украина и Грузия провели военно-морские учения Sea Breeze-2010[22]
- 6-20 июня 2011 года США и Украина провели военно-морские учения Sea Breeze-2011[23]
- в июле 2011 года на аэродроме Миргород проходили учения с участием боевых самолётов ВВС Украины, США и Польши, в ходе которых пилоты украинских Су-27 «отрабатывали приёмы для борьбы с террористами»[24]
- 1-5 августа 2011 года на территории Львовской области части 8-го армейского корпуса Украины и НАТО провели совместные учения Rapid Trident-2011[25][26]
- 9-23 июля 2012 года США и Украина провели военно-морские учения Sea Breeze-2012[27]
- 14-26 июля 2012 года на территории Львовской области Украина и США провели совместные учения Rapid Trident-2012[28] с задачами обнаружения и уничтожения террористов[29]
- в сентябре 2012 года военнослужащие 80-го отдельного аэромобильного полка воздушно-десантных войск Украины и курсанты Академии сухопутных войск совместно с военнослужащими Канады, Литвы и Польши участвовали в десятидневных тактических учениях «Maple Arch-2012» на полигоне Пабраде в Литве[30]; их обучали использованию автоматов АК-4, пулемётов FN MAG, радиостанций, управлению бронетранспортёрами M113[31] и ведению боевых действий в городских условиях[32];
- летом 2013 года на территории Львовской области Украина и США провели совместные учения Rapid Trident-2013[33]
- 2-9 ноября 2013 года Украина участвовала в учениях НАТО Steadfast Jazz-2013[34]
- 21 марта — 3 апреля 2014 года 15 офицеров украинской армии участвовали в командно-штабных учениях «Saber Guardian-2014» на территории Болгарии[35]

В дальнейшем, только в период с мая по ноябрь 2014 года запланировано участие Украины в 15 учениях НАТО
- 8-10 сентября 2014 прошли военно-морские учения Sea Breeze-2014[37]
- 8-18 сентября 2014 года 15[38] военнослужащих Канады, а также военнослужащие Украины, Литвы и Польши участвовали в тактических учениях «Maple Arch-2014» на полигоне в Люблине[39]
- 15-26 сентября 2014 года на территории Львовской области прошли совместные учения Украины и США Rapid Trident-2014
- 20 апреля 2015 года на территории Львовской области запланировано проведение командно-штабных учений с участием войск «Fearless Guardian — 2015»[40]

- 28 июня по 10 июля 2021 г. в акватории Черного моря прошли крупные военно-морские учения Sea Breeze 2021 с участием войск Украины и стран НАТО.
- С 17 по 30 июля 2021 г. на территории Украины прошли многонациональные военные учения «Три меча — 2021» с участием военнослужащих Украины, Польши, Литвы и США.
- 30 сентября 2021 г. на Украине состоятся военные учения «Объединенные усилия — 2021», в которых будут принимать участие военнослужащие из ряда стран — членов НАТО и партнеров альянса.[41]